# Pakistanske oborožene sile
Pakistanske oborožene sile je naziv za vse vojaške in paravojaške sile, ki delujejo v okviru Pakistana. Po številu aktivnih vojakov se uvrščajo na sedmo mesto na svetu. 

## Organizacija
Pakistanska kopenska vojska, Pakistansko vojno letalstvo in Pakistanska vojna mornarica so bile ustanovljene leta 1947 ob ustanovitvi Pakistana iz muslimanskih enot dotedanje Britanske Indijske vojske.
Pakistanski marinci so bili ustanovljeni leta 1971, a so jih razpustili že isto leto zaradi poraza v indijsko-pakistanske vojne tega leta; moštvo so uporabili za okrepitev Pakistanske vojne mornarice.
Leta 1994 se je izpod okrilja Pakistanske kopenske vojske izločila Pakistanska obalna straža in tako postala peta veja oboroženih sil.
Pakistanske paravojaške sile je sestavljena iz več različnih paravojaških organizacij, ki delujejo na podlagi pakistanske ustave: Pakistanska nacionalna garda (zračna obramba), Pakistanski rangerji (mejna straža) in Mejni korpus (zahodna mejna straža).
Leta 2000 je bila ustanovljena še Pakistanska nacionalna poveljniška avtoriteta, ki je odgovorna za politiko, uporabo, nadzor in razvoj vseh strateških jedrskih sil in drugih strateških sil.